# Stophira Sunzu
Stophira Sunzu (Chingola, 22 giugno 1989) è un calciatore zambiano, difensore del Changchun Yatai.

## Biografia
È fratello minore di Felix Sunzu, anch'egli calciatore, di ruolo attaccante.

## Carriera

### Club
Dopo aver giocato nel Zanaco FC, nel 2010 si trasferisce al Mazembe, con cui ha giocato complessivamente 14 partite nella CAF Champions League ed ha partecipato al Mondiale per Club del 2011.
Il 6 gennaio 2014 firma un contratto di tre anni e mezzo per il Sochaux.
Il 9 luglio 2016 Lilla e Shanghai Shenhua si accordano per il riscatto del giocatore da parte del club francese.
Il 9 luglio 2018 Sunzu passa al Metz, firmando un contratto biennale. A Metz Sunzu ritrova Frédéric Antonetti, che lo aveva già allenato per breve tempo al Lilla.

### Nazionale
Dal 2008 rappresenta la nazionale zambiana.
Il 12 febbraio 2012 calcia il rigore che permette alla sua nazionale di diventare campione d'Africa per la prima volta nella storia, in occasione della finale disputata contro la Costa d'Avorio e terminata 0-0 dopo tempi regolari e supplementari.

## Palmarès

### Club

#### Competizioni nazionali
- Campionato della Repubblica Democratica del Congo: 4

TP Mazembe: 2009, 2001, 2013, 2014
- Supercoppa del Congo: 1

TP Mazembe: 2013
- Ligue 2: 1

Metz: 2018-2019

#### Competizioni internazionali
- CAF Champions League: 2

TP Mazembe: 2009, 2010
- CAF Super Cup: 2

TP Mazembe: 2010, 2011

### Nazionale
- Coppa d'Africa: 1

2012